# Hermann II. Riedesel zu Eisenbach
Hermann II. Riedesel zu Eisenbach (nachweisbar ab 1413; † 31. Juli 1463 in Fritzlar) war eine zentrale Figur der Familie Riedesel im ausgehenden Mittelalter und hoher Funktionsträger in der Landgrafschaft Hessen.

## Familie
Seine Eltern waren Philipp Riedesel zu Eisenbach und Engel von Sassen. Hermann II. heiratete Margaretha von Röhrenfurth, Tochter des hessischen Erbmarschalls Eckhard II. von Röhrenfurth. Hermann II. begründete den Eisenbacher Zweig der Riedesel. 1428 verheiratete er seinen Sohn, Johann, mit Margarethe von Eisenbach, Erbtochter des letzten Herren von Eisenbach, Rörich.

## Leben
Die älteste erhaltene Nennung von Hermann II. findet sich in einer Urkunde vom 5. September 1413, mit der Herrmann II. und sein älterer Bruder Johann V. als Amtsleute auf der Heiligenburg bei Gensungen eingesetzt werden. 1414 ist Herrmann II. für Landgraf Ludwig I. von Hessen Amtmann in Romrod, 1415 in Alsfeld und 1423 in Ulrichstein. Mindestens 1433 bis 1436 war er Landvogt an der Lahn.
Hermann II. gelang es, in großem Umfang Lehen an sich zu ziehen. Nach dem Tod Rörichs von Eisenbach folgt er diesem, dem Schwiegervater seines Sohnes, 1428 in dessen pfälzische Lehen, 1429 in den hessischen Lehen in Altenburg und Grünberg und in die der Grafschaft Ziegenhain. Nach diesem Erbfall folgt ein zweiter, als der eigene Schwiegervater, Eckhard II. von Röhrenfurth, kurz darauf stirbt. Diese Erbschaft bringt ihm auch das prestigeträchtige hessische Erbmarschallamt ein, das dauernd in seinem Hause verblieb. Der materielle Zugewinn aus den Erbschaften ermöglichte es ihm, in den folgenden Jahren umfangreich Pfandschaften zu erwerben, so von Landgraf Ludwig I. 1433 Rockenstuhl und Geisa, Brückenau, Schildeck, die Ämter Schotten und Ulrichstein mit den Gerichten Felda und Bobenhausen. Vom Hochstift Fulda erwarb er als Pfand die Hälfte der Gerichte Burkhards und Crainfeld. Besonders erfolgreich im Ausbau seiner Herrschaft war Herrmann II. in Lauterbach. 1429 erhielt er die Stadt als Lehen der Grafschaft Ziegenhain, ab 1433 schrittweise Pfandschaftsrechte von Landgraf Ludwig I. und später von Mainz, die dort bestanden. 1456 bestellte ihn Erzbischof Dietrich dort zum Amtmann.
Auch in der Politik der Landgrafschaft Hessen war er sehr aktiv. Zwischen 1427 und 1442 war er mehrfach an Verhandlungen mit Braunschweig beteiligt, 1429 an den Verhandlungen um den Erwerb der Herrschaft Schöneberg durch die Landgrafschaft Hessen. In Folge der militärischen Niederlage des Mainzer Erzbischofs Konrad III. im Mainzisch-Hessischen Krieg musste der Erzbischof nach dem Friedensschluss unter anderem Hermann II. 1428 zum mainzischen Amtmann in Rockenstuhl und Geisa ernennen, Pfandschaften, die Mainz von Fulda hielt, und in Buchonia wurde er ebenfalls als Amtmann und Hauptmann eingesetzt. 1439/40 war er bei hessisch-sächsischen Vertragsverhandlungen beteiligt. In der Bundesherrenfehde (1442–1452) betätigte er sich – letztendlich ohne Erfolg – als Schiedsrichter.
Nach dem Tod des Landgrafen Ludwig I. 1458 blieb er auch unter dessen Sohn, Landgraf Ludwig II., Erbmarschall und politischer Berater, zog sich aber – wohl altersbedingt – mehr und mehr aus der Politik zurück. Hermann II. von Riedesel starb am 31. Juli 1463 in Fritzlar und ist dort im Kreuzgang des Domes St. Peter bestattet.

## Nachwirkungen
Herrmann II. Riedesel gelang es als einem der wichtigsten politischen Ratgeber des hessischen Landgrafen jahrzehntelang auch die eigenen Interessen höchst erfolgreich wahrzunehmen. Er legte dabei mit seinen Erwerbungen den Grundstein zu einer eigenständigen Landesherrschaft, der Herrschaft Riedesel, die bis zum Ende des Alten Reiches Bestand haben sollte. Obwohl „nur“ von reichsritterschaftlichem Niederadel gelangte die Familie von Riedesel so in eine Stellung, die der des Hochadels ebenbürtig war. Im 19. Jahrhundert führte das dazu, dass sie den Standesherren gleichgestellt wurde. Im Großherzogtum Hessen, zu dem die Riedeselschen Lande nach der Mediatisierung im 19. Jahrhundert gehörten, wurden sie in einigen Rechtsakten – so etwa in der Verfassung des Großherzogtums Hessen von 1821 – neben den Standesherren explizit als gleichgestellt erwähnt. 1827 wurden sie den Standesherren auch offiziell gleichgestellt.